# Jasper Stuyven
Jasper Stuyven (Leuven, 17 april 1992) is een Belgisch wielrenner die sinds 2014 voor dezelfde ploeg rijdt, vanaf 2023 Lidl-Trek geheten. Stuyven staat bekend als een goede sprinter. In 2021 won hij Milaan-San Remo.

## Biografie

### Jeugd
Stuyven brak door in 2007 met zijn provinciale tijdrittitel bij de nieuwelingen van Vlaams-Brabant. Een jaar later won hij deze titel in de wegrit. Op het Belgisch kampioenschap in Hooglede wist hij zijn eerste nationale titel te veroveren. In augustus betwistte hij de Asvö Radjugendtour in Oostenrijk, een meerdaagse wedstrijd waar ook Peter Sagan, Sebastian Lander en Lasse Norman Hansen op de erelijst staan. Hij won er de vierde etappe, en werd tweede in het eindklassement na de Deen Andreas Dencker.
In 2009 maakte hij de overstap naar de junioren. Na een goed seizoen vol ereplaatsen was hij een schaduwfavoriet voor het wereldkampioenschap in de Russische hoofdstad Moskou. Hij en zijn Belgische teamgenoten controleerden de gehele wedstrijd, toen er in de slotfase twaalf renners wegreden was Stuyven samen met ploegmaat Sean De Bie mee. In de laatste ronde reed hij weg en wist solo te eindigen voor Arnaud Démare uit Frankrijk en de Oostenrijker Marco Haller.
Als gevolg van zijn wereldtitel mocht Stuyven in 2010 rondrijden in de regenboogtrui. Hij deed deze alle eer aan door Le Pavé de Roubaix te winnen, de zogenaamde Parijs-Roubaix voor junioren. Verder won hij in de Driedaagse van Axel en de Tre Giorni Orobica. Het wereldkampioenschap werd dat jaar in het Italiaanse Offida gereden. Op het heuvelachtige parcours werden hem kansen op titelprolongatie toegedicht. Uiteindelijk wist de Fransman Olivier Le Gac te winnen, in de spurt om de tweede plek moest Stuyven nipt de duimen leggen voor Jay McCarthy uit Australië. Door zijn goed seizoen kreeg hij de prijs Junior Flandrien van het jaar, een verkiezing van Het Nieuwsblad.
Het jaar 2011 betekende voor Stuyven de overstap naar de beloften. Hij won dat jaar de Brabantse titel in de tijdrit en wist ereplaatsen te behalen in de Ronde van Namen, Heistse Pijl en in de Parijs-Roubaix voor beloften na Ramon Sinkeldam. In 2012 tekende hij een contract bij het Bontrager Livestrong Team. Dit betekende dat hij vanaf toen meerdere wedstrijden tussen de profs zou rijden. Door zijn goede seizoen kreeg hij de prijs Beloften Flandrien van het jaar, een verkiezing van Het Nieuwsblad die hij in 2010 ook al eens als junior won. 2013 was zijn laatste seizoen bij de beloften. In dat seizoen won hij een rit en het eindklassement in de Ronde van Alentejo bij de profs en werd hij derde in Luik-Bastenaken-Luik voor beloften.

### 2014
In 2014 reed Stuyven voor het Amerikaanse World Tour-team Trek Factory Racing, hij reed er onder meer aan de zijde van Fabian Cancellara, Fränk Schleck, Jens Voigt en Stijn Devolder. Zijn eerste wedstrijd voor het team was de Ronde van Qatar. In zijn eerste seizoen als neo-prof mocht hij onmiddellijk starten in topklassiekers als Ronde van Vlaanderen en Parijs-Roubaix, dit in steun van Cancellara. In zijn eerste profjaar mocht Stuyven ook zijn debuut maken in een grote ronde, namelijk de Ronde van Spanje. Hij verraste door in elke vlakke etappe mee te sprinten voor de ereplaatsen, zo werd hij driemaal vierde, na topsprinters als Nacer Bouhanni, John Degenkolb en Michael Matthews.

### 2015
In 2015 was hij te zien in de driedelige documentairereeks Jonge benen.
Op 29 augustus 2015 won Stuyven de achtste rit in de Ronde van Spanje, na een sprint met een man of dertig. Eerder die etappe was Stuyven betrokken bij een valpartij waarbij de Belg een handwortelbeentje brak. Als gevolg van deze blessure ging hij de volgende etappe niet meer van start.

### 2016
Op 28 februari 2016 won Stuyven Kuurne-Brussel-Kuurne, na een solo van zeventien kilometer. In de tweede etappe van de Ronde van Frankrijk reed Stuyven een hele dag in de aanval. Hij werd gegrepen op 450 meter van de meet. Hij hield er wel de bolletjestrui en de prijs voor de strijdlust aan over.

## Overwinningen
2007
Vlaams-Brabants kampioen tijdrijden, Eerstejaars nieuwelingen
2008
Vlaams-Brabants kampioen op de weg, Tweedejaars nieuwelingen
 Belgisch kampioen op de weg, Tweedejaars nieuwelingen
4e etappe Asvö Radjugendtour, Nieuwelingen
2009
 Wereldkampioen op de weg, Junioren
2010
 Belgisch kampioen ploegkoers, Junioren (met Matthias Raeymaekers)
 Belgisch kampioen ploegenachtervolging, Junioren (met Jorne Carolus, Jasper De Buyst en Matthias Raeymaekers)
Parijs-Roubaix, Junioren
3e etappe Driedaagse van Axel, Junioren
4e etappe Tre Giorni Orobica, Junioren
Remouchamps-Ferrières-Remouchamps, Junioren
2011
Vlaams-Brabants kampioen tijdrijden, Elite
Vlaams-Brabants kampioen tijdrijden, Beloften
2012
Vlaams-Brabants kampioen op de weg, Beloften
3e etappe Cascade Cycling Classic
2013
2e etappe Ronde van Alentejo
Eind-, punten- en jongerenklassement Ronde van Alentejo
1e etappe Ronde van Beauce
2015
8e etappe Ronde van Spanje
2016
Kuurne-Brussel-Kuurne
2017
2e etappe Hammer Sportzone Limburg
7e etappe BinckBank Tour
2018
4e etappe BinckBank Tour
Grote Prijs van Wallonië
Grote Prijs Jef Scherens
2019
Eindklassement Ronde van Duitsland
2020
Omloop Het Nieuwsblad
2021
Milaan-San Remo

## Resultaten in voornaamste wedstrijden
| Jaar | Ronde van Italië | Ronde van Frankrijk | Ronde van Spanje |
| ---- | ---------------- | ------------------- | ---------------- |
| 2014 |                  |                     | 88e              |
| 2015 |                  |                     | opgave (1)       |
| 2016 |                  | 99e                 |                  |
| 2017 | 98e              |                     |                  |
| 2018 |                  | 63e                 |                  |
| 2019 |                  | 43e                 |                  |
| 2020 |                  | 71e                 |                  |
| 2021 |                  | 39e                 |                  |
| 2022 |                  | 81e                 |                  |
| 2023 |                  | 79e                 |                  |
| 2024 | 92e              | 61e                 |                  |
| 2025 |                  | 62e                 |                  |

| Jaar | Milaan-San Remo | Gent-Wevelgem | Ronde van Vlaanderen | Parijs-Roubaix | Amstel Gold Race | Ronde van Lombardije | Parijs-Tours | Omloop Het Nieuwsblad | Kuurne-Brussel-Kuurne |  | WK op de weg |  | Wereldranglijsten |
| ---- | --------------- | ------------- | -------------------- | -------------- | ---------------- | -------------------- | ------------ | --------------------- | --------------------- |  | ------------ |  | ----------------- |
| 2014 |                 |               | 61e                  | 55e            |                  |                      | 37e          |                       |                       |  |              |  | 165e (UWT)        |
| 2015 |                 |               | 32e                  | 49e            |                  |                      | 101e         |                       |                       |  |              |  | 127e (UWT)        |
| 2016 |                 |               | 118e                 | 39e            |                  | opgave               |              | 9e                    | ↑                     |  | 24e          |  | 109e (UWT)        |
| 2017 | 39e             | 46e           | 51e                  | 4e             |                  |                      |              | 8e                    | ↑                     |  | 89e          |  | 31e (UWT)         |
| 2018 | 10e             | 9e            | 7e                   | 5e             | opgave           |                      |              | 4e                    | 38e                   |  |              |  | 19e (UWT)         |
| 2019 | 79e             | 17e           | 19e                  | 27e            |                  |                      | opgave       | 40e                   |                       |  |              |  | 41e (UWR)         |
| 2020 |                 | 38e           | 26e                  |                |                  |                      |              | ↑                     | 5e                    |  | opgave       |  |                   |
| 2021 | ↑               |               | 4e                   | 25e            | opgave           |                      | ↑            | 83e                   | 22e                   |  | 4e           |  |                   |
| 2022 |                 | 4e            | 50e                  | 7e             |                  |                      |              | 10e                   | 15e                   |  | 47e          |  |                   |
| 2023 | 10e             | 36e           | 26e                  | 20e            |                  |                      | 37e          | 58e                   | 10e                   |  | 6e           |  |                   |
| 2024 | 8e              | 41e           |                      |                |                  |                      |              | 7e                    | 10e                   |  | opgave       |  |                   |
| 2025 | 23e             | 43e           | 5e                   | 95e            |                  |                      |              | 48e                   | 38e                   |  |              |  |                   |

## Gravelrace
2023
 Belgisch kampioenschap gravelrace
 Europees kampioenschap gravelrace
2024
4e op het Wereldkampioenschap

## Ploegen
- 2012 –  Bontrager Livestrong Team
- 2013 –  Bontrager Cycling Team
- 2014 –  Trek Factory Racing
- 2015 –  Trek Factory Racing
- 2016 –  Trek-Segafredo
- 2017 –  Trek-Segafredo
- 2018 –  Trek-Segafredo
- 2019 –  Trek-Segafredo
- 2020 –  Trek-Segafredo
- 2021 –  Trek-Segafredo
- 2022 –  Trek-Segafredo
- 2023 –  Trek-Segafredo
- 2024 –  Lidl-Trek
- 2025 –  Lidl-Trek

Alafaci · Arredondo · Beppu · Busche · Cancellara · Devolder · Didier · Felline · Hondo · Irizar · Jungels · Kišerlovski · Nizzolo · Popovytsj · B. van Poppel · D. van Poppel · Rast · Roulston · A. Schleck · F. Schleck · Sergent · Silvestre · Stuyven · Vandewalle · Voigt · Watson · Zoidl · Zubeldia · Chevrier (stagiair) · Eastman (stagiair) · Kirsch (stagiair)
Alafaci · Arredondo · Beppu · Busche · Cancellara · Coledan · Devolder · Didier · Felline · Irizar · Jungels · McConnell · Mollema · Nizzolo · Popovytsj · B.van Poppel · D.van Poppel · Rast · Roulston · Schleck · Sergent · Silvestre · Steegmans · Stuyven · Vandewalle · Watson · Zoidl · Zubeldia · Basso (stagiair) · Bernard (stagiair) · Rekita (stagiair)
Alafaci · Arredondo · Beppu · Bernard · Bobridge · Bonifazio · Cancellara   · Coledan · Devolder · Didier · Felline · Hesjedal · Irizar · Mollema · Nizzolo · Popovytsj · van Poppel · Rast · Reijnen · Schleck · Stetina · Stuyven · Theuns · Zoidl · Zubeldia · Allegaert (stagiair) · Mosca (stagiair)
Alafaci · Beppu · Bernard · Brändle · Cardoso · Coledan · Contador · Daniel · Degenkolb · Didier · Felline · Gogl · Guerreiro · Hernández · Irizar · de Kort · Mollema · Nizzolo · Pantano · Pedersen · van Poppel · Rast · Reijnen · Stetina · Stuyven · Theuns · Zubeldia · Conci (stagiair) · Moschetti (stagiair) · Toovey (stagiair)
Alafaci · Beppu · Bernard · Brambilla · Brändle · Conci · Daniel · Degenkolb · Didier · Eg · Felline · Frame · Gogl · Grmay · Guerreiro · Irizar · de Kort · Mollema · Mullen · Nizzolo · Pantano · Pedersen · van Poppel · Rast · Reijnen · Skujiņš · Stetina · Stuyven
Beppu · Bernard · Brambilla · Ciccone · Clarke · Conci · Degenkolb · Eg · Felline · Frame · Gogl · Irizar (actief t/m 3 augustus) · Kirsch · de Kort · Mollema · Mosca (vanaf 1 augustus) · Moschetti · Mullen · Pantano · Pedersen  · Porte · Reijnen · Skujiņš · Stetina · Stuyven · Theuns · Debeaumarché (stagiair) · López (stagiair) · Quarterman (stagiair)
Bernard · Brambilla · Ciccone · Clarke · Conci · De Kort · Eg · Elissonde · Kamp · Kirsch · Liepiņš · López · Mollema · Mosca · Moschetti · Mullen · A. Nibali · V. Nibali · Pedersen  · Porte · Quarterman · Reijnen · Ries · Simmons · Skujiņš · Stuyven · Theuns · Weening (vanaf 5 juni) · Fancellu (stagiair) · Skjelmose Jensen (stagiair) · Tiberi (stagiair)
Bernard · Brambilla · Ciccone · Conci · Eg · Egholm · Elissonde · Gebreigzabhier · Kamp · Kirsch · De Kort  · Liepiņš · López · Mollema · Mosca · Moschetti · Mullen · A. Nibali · V. Nibali · Pedersen · Quarterman · Reijnen · Ries · Simmons · Skjelmose Jensen · Skujiņš · Stuyven · Theuns · Tiberi · Baroncini (stagiair) · Hellemose (stagiair) · Hoole (stagiair)
Aberasturi · Baroncini · Bernard · Brambilla · Brustenga · Cataldo · Ciccone · Egholm · Elissonde · Gallopin · Gebreigzabhier· Hellemose · Hoelgaard · Hoole · Kamp · Kirsch · Liepiņš · López · Mollema · Mosca · Moschetti · Pedersen · Pellaud · Simmons · Skjelmose Jensen · Skujiņš · Stuyven · Theuns · Tiberi · Tolhoek · Vergaerde · Nys (stagiair) · Vacek (stagiair)
Aberasturi · Baroncini · Bernard · Brustenga · Cataldo · Ciccone · Elissonde · Gallopin · Gebreigzabhier · Hellemose · Hoelgaard · Hoole · Kirsch · Liepiņš · López · Mollema · Mosca · Nys · Mad.Pedersen · Simmons · Skjelmose · Skujiņš · Stuyven · Tesfatsion · Theuns · Tiberi (tot 28/4) · Tolhoek · Vacek · Vergaerde · Aebersold (stagiair) · Mar.Pedersen (stagiair) · Teutenberg (stagiair)
Bagioli · Bernard · Cataldo · Ciccone · Consonni · Declercq · Felline · Geoghegan Hart · Ghebreigzabhier · Gibbons · Hoole · Kirsch · Konrad · López · Milan · Mollema · Mosca · Nys · Oomen · Pedersen · Simmons · Skjelmose · Skujiņš · Stuyven · Tesfatsion · Theuns · Vacek · Vergaerde · Verona · Ronhaar (stagiair)